# 카리나 롬바드
카리나 롬바드(Karina Lombard, 1969년 1월 21일 ~ )는 프랑스계 미국인 배우, 가수이다.

## 출연 작품

### 영화
- 도어즈 (1991) - 워홍 여배우 역
- 카리브해의 정사 (1993, Wide Sargasso Sea)
- 야망의 함정 (1993)
- 가을의 전설 (1994)
- 라스트 맨 스탠딩 (1996)
- 정복자 칼 (1997)
- Jo's Boy (2011)

### 텔레비전
- 엘 워드 (2004-09)
- The 4400 (2005-06)